# Match des Étoiles de la Ligue majeure de baseball 2003
Le match des Étoiles de la Ligue majeure de baseball 2003 (2003 MLB All-Star Game) est la 74e édition de cette opposition entre les meilleurs joueurs de la Ligue américaine et de la Ligue nationale, les deux composantes de la MLB.
Le match s'est tenu le 15 juillet 2003 au U.S. Cellular Field, antre des Chicago White Sox.

## Home Run Derby

Logo Home Run Derby 2003

| U.S. Cellular Field, Chicago -- A.L. 47, N.L. 39 | U.S. Cellular Field, Chicago -- A.L. 47, N.L. 39 | U.S. Cellular Field, Chicago -- A.L. 47, N.L. 39 | U.S. Cellular Field, Chicago -- A.L. 47, N.L. 39 | U.S. Cellular Field, Chicago -- A.L. 47, N.L. 39 | U.S. Cellular Field, Chicago -- A.L. 47, N.L. 39 |
| Joueur                                           | Équipe                                           | Round 1                                          | Semis                                            | Finals                                           | Totals                                           |
| ------------------------------------------------ | ------------------------------------------------ | ------------------------------------------------ | ------------------------------------------------ | ------------------------------------------------ | ------------------------------------------------ |
| Garret Anderson                                  | Angels                                           | 7                                                | 6                                                | 9                                                | 22                                               |
| Albert Pujols                                    | Cardinals                                        | 4                                                | 14                                               | 8                                                | 26                                               |
| Jason Giambi                                     | Yankees                                          | 12                                               | 11                                               | –                                                | 23                                               |
| Jim Edmonds                                      | Cardinals                                        | 4                                                | 4                                                | –                                                | 8                                                |
| Gary Sheffield                                   | Braves                                           | 4                                                | –                                                | –                                                | 4                                                |
| Carlos Delgado                                   | Blue Jays                                        | 2                                                | –                                                | –                                                | 2                                                |
| Richie Sexson                                    | Brewers                                          | 1                                                | –                                                | –                                                | 1                                                |
| Bret Boone                                       | Mariners                                         | 0                                                | –                                                | –                                                | 0                                                |